# محمد حمدان دقلو
المتمرد والارهابي محمد حمدان دقلو موسى ويُلقب بـ حميدتي (من مواليد 1975 وهو من قبيلة الرزيقات من رفاعة من جهينة) هوَ قائد قوات الدعم السريع الارهابية في السودان منذ 2010م. برزَ اسمهُ في حرب دارفور عندما ساهمت حكومة البشير في تسليح قواته ولاحقا انشائها و وضع قانون لها عام 2013 على الرغم انها لا تمتلك تدريبا نظاميا بما فيهم قائدها محمد حمدان و ربطت اسم تلك القوات (الجنجويد) بجرائم الابادة الجماعية و التهجير القسري للقبائل غير العربية غرب السودان. لاحقا ارتبطت قواته ايضا بالحرب في اليمن و تلقت اموال طائلة نظير ذلك مما ادى الى وصفها بالمرتزقة من غالبية السودانيين أنفسهم.
خلال الثورة السودانية التي اندلعت في 19 ديسمبر/كانون الأول من عام 2018 والتي أسقطت الرئيس عمر البشير الذي ظل يحكمُ البلاد لما يزيد عن ثلاثة عقود. شغل منصب نائب رئيس المجلس العسكري الانتقالي عبد الفتاح البرهان بعد الإطاحة بالمشير عمر البشير. كانت قوات الدعم السريع عائقا للانتقال السلمي للسلطة و مدنية الدولة و سيادة القانون وكانت من أشهر مطالبات ثورة ديسمبر السودانية إسقاط نظام البشير، وتشكيل حكومة مدنية، وعودة الجيش للثكنات و حل قوات الجنجويد. اختلف حميدتي لاحقًا مع عبد الفتاح البرهان بسبب خطة دمج الدعم السريع في جيش واحد، وأعلن التمرد على الجيش السوداني في 15 أبريل 2023 وقد وصف حربه بأنها ضد الإسلاميين المتطرفين ولتحقيق الديمقراطية والحكومة المدنية؛ لكسب ود الولايات المتحدة والغرب، على الرغم من نهج افراد تلك القوات من القتل خارج نطاق القانون، الاغتصاب، سرقة المال العام متمثلا في مقدرات السودان من الذهب و احتلال بيوت واموال المواطنين، تخريب المؤسسات الوطنية بما فيها متحف السودان القومي، تهريب المخدرات. بالإضافة الى عدم مهنية تلك القوات فقد تمت إضافة عدد مقدر من المرتزقة الاجانب الى صفوفها من النيجر و مالي و تشاد. كان محمد حمدان حميدتي المسؤؤل عن اسوأ أزمة و حرب في تاريخ السودان الحديث.

## الحياة المُبكّرة والتعليم
وُلد محمد حمدان عام 1975 في قري ام القور ومن الرزيقات وترعرع هناك. انقطعَ عنِ الدراسة في سنّ الخامسة عشر بعدما توجّه لممارسة تجارة الإبل والقماش وحماية القوافل بين ليبيا ومالي. عُرف عنه في طفولتهِ قيادته لمجموعة صغيرة من الشباب التي كانت تعملُ على تأمين القوافل وردع قطاع الطرق واللصوص. خِلال تلك الفترة؛ كان محمد دائم التنقل بين تشاد وليبيا ومصر تارةً لبيع الإبل وتارة أخرى لحماية القوافل فنجحَ في جمعِ ثروة كبيرة مكّنتهُ في وقتٍ لاحق من تأسيس ميليشيا مُسلّحة زادت شهرتها خاصّة بعدما لفتت انتباه صناع القرار في السودان في ظلّ سعي الحكومة إلى ضم القبائل لتحالفها مع الجنجويد لمواجهة التمرد في دارفور.

## المسيرة العسكرية والسياسية

### البِداية
لم يتلق محمد حمدان دقلو تعليما أكاديميا ولم ينخرط في الجيش أصلا، إنما شق طريقه للقوة والنفوذ بنفسه. برزَ حينما شكّلت الحكومة في الخرطوم قوات شعبية من القبائل الموالية فعيّنت حميدتي قائدًا لها. لم تكن القوات نظاميّة في بداية الأمر؛ وكانَ يغلبُ عليها الطابع القبلي لكنّها تطورت شيئًا فشيئًا حتى تمّت هيكلتها وصارت قوات قوميّة ثمّ غُيّر اسمها فيما بعد إلى «قوات الدعم السريع».

### حرب دارفور
بحلول عام 2010؛ شكّلت السلطات السودانيّة «قوات الدعم السريع» بقيادة حميدتي انطلاقًا من مجموعة من الميليشيات التي كانت مُنخرطةً في الحربِ الدائرة في دارفور. لقيت هذه القوات دعمًا مُباشرًا من عمر البشير وصارت قوّة موازيّة مكوّنة من حوالي 40.000 مُقاتل ومجهزة بالعتاد والسلاح. انخرطت مُباشرةً في الحرب وسطَ أخبار تحدثت عن ارتكابها لجرائم حرب وجرائم ضدّ الإنسانيّة. ورغم الانتقادات فإن الثقة التي تحظى بها القوات من الرئيس السوداني عمر البشير منحتها المزيد من القوة والنفوذ والدعم، لتكون إحدى أذرع النظام القوية.
أصدرت منظمة هيومن رايتس ووتش الحقوقيّة بيانًا ندّدت فيهِ بما يقومُ به محمد حمدان وذكرت في أحدِ تقاريرها «أنّ قوات الدعم السريع بقيادة حميدتي مُتهمة بارتكاب عددٍ منَ الانتهاكات فضلًا عن سمعتها السيّئة في دارفور وفي مناطق أخرى» فيما طالبت المنسقية العامة لمعسكرات النازحين واللاجئين المحكمة الجنائية الدولية بإدراج محمد حمدان دقلو ضمن قوائمِ المطلوبين لدى المحكمة وتقديمه للعدالة. جديرٌ بالذكر هنا أنّ زعيم حزب الأمة السوداني المعارض الصادق المهدي قد اعتُقلَ لمدة شهر لاتهامه قوات دقلو بارتكاب «تجاوزات» ضد المدنيين في دارفور وذلك في مايو/أيار 2014.

### قمع انتفاضة 2013
اتهم الناشطون السودانيون قوات الدعم السريع بقتل ما يزيد عن 250 مواطنًا سودانيًا خلال التظاهرات بالخرطوم في سبتمبر 2013؛ لكن حميدتي صرح في حوار تلفزيوني أن قواته لم يكن لها أي علاقة بفض هذه التظاهرات ملقيا باللائمة بشكل ضمني على جهاز الأمن السوداني.

### حرب اليمن
منذ عام 2015 يناير، تحوّل محمد حمدان دقلو إلى لاعب مهم في السياسة الإقليمية حيثُ دفعَ إلى مشاركة السودان في حرب اليمن بقيادة السعودية من خِلال قوات الدعم السريع. في سبتمبر 2017؛ صرح دقلو أن 412 جنديًا سودانيًا قد قتلوا في الحربِ باليمن. بعد أن قامت التظاهرات الشعبية بإسقاط البشير من سدة الحكم، علت الأصوات المطالبة برجوع القوات السودانية من اليمن، لكن دقلو - بصفته نائب رئيس المجلس العسكري الانتقالي - صرح بأن القوات السودانية ستبقى مشاركة في التحالف العربي لاستعادة الشرعية في اليمن حتى تحقق أهدافها هناك 

### الاتحاد الأوربي ومحاربة الهجرة غير الشرعية
تحولت قوات حميدتي إلى حليف للاتحاد الأوربي في محاربة الهجرة غير الشرعية من إريتريا وإثيوبيا، الأمر الذي نفاه الاتحاد الأوربي؛ لكن حميدتي هدّد الاتحاد في خطاب متلفز بوقف التعاون إذا لم يعترف علنًا بتعاونه مع قواته. وقد كشف تقرير صحافي عن دور قوات حميدتي في وقف مهاجرين بصحراء السودان وهو ما اعتبرهُ مراقبون أنه بمثابة إضافة شرعية لقوات متهمة بتنفيذ مذابح بدارفور بغض النظر عما كانت هذه القوات تحصل على دعم مالي مباشر أم لا.

### احتجاجات 2019
لم يظهر حميدتي في بداية الاحتجاجات التي طالبت بإسقاط نظام البشير لكنّ هذا الأخير كانَ قد استدعى قوات الدعم السريع في مُحاولة منه للسيطرة على الاحتجاجات. وصلت القوات في وقتٍ ما للخرطوم بغرض تهدئة الأوضاع وضبطها لكنّ قائدها حميدتي رفضَ المشاركة في قمع التظاهرات. بُعيدَ انقلاب القوات المسلّحة بقيادة أحمد عوض بن عوف وعزلها للرئيس السوداني ثم إعلانها تشكيل مجلس عسكري انتقالي لمدة عامين؛ أصدرَ محمد حمدان بيانًا رفض فيهِ ضمنيًا ما جاءَ بهِ عوض بن عوف وطالبَ بوضعِ فترة انتقالية لا تزيد عن ستة شهور كما أصرّ على تشكيل مجلس انتقالي عسكري مهمته إنقاذ الوضع الاقتصادي وتوفير الاحتياجات الأساسية للمواطنين، وتشكيل حكومة مدنية يتم الاتفاق عليها بواسطة القوى السياسية.
تطوّرت الأمور فيما بعد في ظلّ الرفض الشعبي المُتزايد لبن عوف الذي اضطرّ بعد أقل من 24 ساعة إلى تمرير رئاسة المجلس الانتقالي لقائد القوات البريّة عبد الفتاح البرهان. هذا الأخير لقيَ دعمًا من حميدتي الذي سُرعان ما عُيّن كنائب للبرهان في قيادة المجلس العسكري الانتقالي الذي من المُفترض أن يقود السودان في الفترة الانتقاليّة إلى حين تشكيلِ الحكومة الجديدة.
نجحَ حميدتي في فرضِ نفسه في المجلس العسكري ولو بشكلٍ مؤقت ومعَ الدعم الذي حصل عليهِ من بعض الدول الإقليميّة وعلى رأسها السعودية والإمارات ثمّ مصر من خلال الاعتراف بهِ ومن ثمّ دعوته لعددٍ من الاجتماعات؛ صارَ حميدتي «كمسؤول كبير» في الدولة دون انتخابات ولا أي شيء من هذا القبيل بل إنّه حصل على منصبه كنائب لرئيس المجلس العسكري عبر انقلابٍ نفذه الجيش أطاحَ بالرئيس المعزول عمر البشير. في أوّل زيارة خارجيّة له؛ توجّه حميدتي صوبَ السعودية في الـ 24 من مايو/أيّار 2019 حيثُ التقى ولي العهد السعودي الأمير محمد بن سلمان بن عبدالعزيز لعدة ساعات في مدينة جدة وبحثَ الاثنان سبلَ التعاون بين البلدين.
تحركات حميدتي أثارت الجدل الكبير في الداخل السوداني حيثُ اتُهمت القوات التي يقودها بقتلِ عددٍ منَ المتظاهرين في ساحة الاعتصام خِلال محاولات عدة لتفريقهِ كما اتُهم المجلس العسكري بعرقلة المفاوضات معَ قادة الحراك وتبني «موقف متشدد» من أجل البقاء في السلطة. بحلول الثالث من يونيو/حزيران من نفسِ العام هاجمت القوات الأمنيّة وقوات الدعم السريع التي يقودها حميدتي المحتجين في ساحة الاعتصام قُرب مقر القوات المسلّحة واستعملت الرصاص الحيّ لتفريق المتظاهرين مما تسبّب في مقتل أزيد من 100 شخصٍ. في المنحى ذاته؛ حمّل تجمّع المهنيين السودانيين المجلس العسكري مسؤولية ما حصل فيما نفى الأخير كل التُهم الموجهة له متحدثًا عن وجود «عناصر خطيرة» في بعض المناطق على مقربة من ساحة الاعتصام.

### قضايا السلام
قاد محمد حمدان دقلو فريق المحادثات الحكومي مع الحركات المتمردة في عاصمة دولة جنوب السودان جوبا، وبعد جولات عديدة مع قادة هذه المجموعات المتمردة على الدولة منذ 2003 في إقليم دارفور ومنطقتي النيل الأزرق وجنوب كردفان، توصل إلى اتفاق سلام في أكتوبر 2020.

## الحرب الأهلية السودانية (2023-الحاضر)
في 15 أبريل 2023، أطلقت قوات الدعم السريع في دقلو هجمات مختلفة ضد قواعد الجيش السوداني في جميع أنحاء البلاد، بما في ذلك في العاصمة الخرطوم. في وقت لاحق، اندلع القتال بين قوات الدعم السريع والجيش، حيث تم الإبلاغ عن الاشتباكات في القصر الرئاسي وفي مقر الجنرال بورهان؛ أوضح كل من دقلو وعبد الفتاح البرهان من القوات المسلحة السودانية السيطرة على الموقعين. في 15 أبريل، ادعى دقلو أن قادة القوات المسلحة السودانية كانوا يحاولون إعادة الزعيم المخلوع مؤخرًا عمر البشير إلى السلطة.
في 16 أبريل، ناشد عبد الله حمدوك، رئيس وزراء السودان السابق كل من داجالو والبورهان للاتفاق على وقف إطلاق النار الدائم ووقف القتال. ادعى داجالو أن قواته كانت تدافع عن "الإسلاميين الراديكاليين" في السودان عبر تويتره. اعتبارًا من 1 مايو، استمرت الاشتباكات، على الرغم من وقف إطلاق النار في بعض الأحيان. في 19 مايو 2023، تم رفض داجالو رسميًا من منصب مجلس سيادةه الانتقالي بموجب مرسوم، بزعم تعيين مالك عقار في مكانه.
تلقى قوات الدعم السريع من دقلو مساعدة من الدول الأجنبية. وبحسب ما ورد ساعدت مجموعة فاغنر الروسية، قائد الجيش الوطني الليبي خليفة حفتر، والإمارات العربية المتحدة، قوات الدعم السريع مع الإمدادات العسكرية والمروحيات والأسلحة. أكدت منظمة الصحة العالمية أنه في ستة أيام من الحرب، تم قتل 413 شخصًا، وأصيب 3551، و 11 منشأة صحية تعرضت للهجوم.
في 1 يوليو 2025، أعلن قوات الدعم السريع و الحركة الشعبية لتحرير السودان – الشمال (الحلو) عن إنشاء تحالف حاكم يرأسه حميدتي، مع زعيم الحركة الشعبية لتحرير السودان – الشمال عبد العزيز الهيلو كنائب له.

### خدعة الموت
في أبريل 2023، أعلن حساب إكس (تويتر السابق) انتحال شخصية قوات الدعم السريع أن حميدتي قد توفي بعد إصابات أصيبت في القتال. تلقت تغريدة 1.7 مليون مشاهدة قبل أن تنخفض.

### عقوبات الإبادة الجماعية
في يناير 2025، فرضت العقوبات التي فرضتها الحكومة الأمريكية ضد هيمنتي، قائلة إن هذا كان ردًا على دورقوات الدعم السريع في ارتكاب الإبادة الجماعية أثناء الصراع المستمر في السودان. عقوبات الولايات المتحدة تجمد أصول داجالو وتمنعه من دخول الولايات المتحدة. استهدفت قوات الدعم السريع والميليشيات التابعة المدنيين، مما أخفهم للعنف (بما في ذلك العنف الجنسي)، مما يساهم في النزوح والوفيات الواسعة النطاق.

### دعم الإماراتي
وفقًا للمسؤولين الأمريكيين، كانت الإمارات العربية المتحدة تدعم الجنرال حمدان في الحرب الأهلية 2023. نفى الإمارات تورطها في الحرب. وقال المسؤولون الأمريكيون إن خطب حميدتي المسجلة للمؤيدين السودانيين من مسكن محمي في أبو ظبي. وفقًا للدبلوماسيين السودانيين، فإن أقرب حليف له في الإمارات هو نائب رئيس البلاد، منصور بن زايد النحيان. حددت المخابرات الأمريكية اتصال حميدتي المباشر مع محمد بن زايد آل نهيان ومانصور بن زايد من خلال التقاطعات. وفقًا لجفري فيلتمان قامت اثنتان من الجمعيات الخيرية التي أشرف عليها الشيخ منصور ببناء مستشفى ميداني في قاعدة جوية في تشاد لأغراض إنسانية، ولكن تم استخدامها بدلاً من ذلك لتشغيل سرية لتزويد الأسلحة بميليشيا قوات الدعم السريع.